# Lathrothele catamita
Lathrothele catamita is een spinnensoort in de taxonomische indeling van de Dipluridae.
Het dier behoort tot het geslacht Lathrothele. De wetenschappelijke naam van de soort werd voor het eerst geldig gepubliceerd in 1907 door Eugène Simon.